# Рей Доменеч, Камило
Камило Рей Доменеч (исп. Camilo Rey Domenech; родился 10 марта 2006) — аргентинский футболист, полузащитник клуба «Бока Хуниорс».

## Клубная карьера
Уроженец Пилара (провинция Буэнос-Айрес), Камило Рей Доменеч начал играть в футбол в местном клубе «Спортиво Пилар». В возрасте 10 лет присоединился к футбольной академии клуба «Бока Хуниорс». В декабре 2024 года подписал с клубом свой первый профессиональный контракт. 22 января 2025 года дебютировал в основном составе «Боки» в матче Кубка Аргентины против «Архентино Монте Майс». Четыре дня спустя дебютировал в аргентинской Примере в матче против «Архентинос Хуниорс».

## Карьера в сборной
Выступал за сборные Аргентины до 16 и до 17 лет. Весной 2023 года сыграл на юношеском чемпионате Южной Америки в Эквадоре.